# Boussagues
Boussagues est un hameau et ancienne commune du Hérault aujourd'hui rattaché à La Tour-sur-Orb.

## Géographie
Boussagues est situé dans le nord de l'Hérault en Occitanie et autrefois chef-lieu de l'ancienne commune de Boussagues aujourd'hui transféré au village de Latour-sur-Orb en 1884.
Ce territoire appelé localement Hauts cantons de l'Hérault fait partie du Haut-Languedoc zone de transition et de contact avec le Tarn et l'Aveyron.
L'altitude du hameau varie entre 300 et 350 m. Il est dominé à l'ouest par le mont Coudour à 563 m.
L'hydrographie est constituée de ruisseaux souvent secs en été, se transformant en torrents lors de fortes pluies.
Le pays est marqué par un climat sec et un relief accidenté. Le paysage est constitué de bois sur les pentes du mont Coudour, les pentes cultivables sont aménagées en terrasses appelées localement « faïsses ».
Les cultures sont conduites en vergers, truffières, vignes, et oliveraies. Une grande partie de la surface est constituée de landes où paissaient autrefois les troupeaux de chèvres et de brebis.

## Histoire
La première mention de Boussagues remonte à 1117 quand le seigneur du lieu Déodat donne son château en "alleu" à Bernard-Aton Trencavel, vicomte de Béziers le reconnaissant comme son suzerain et lui laissant libre disponibilité de son château.
Le Château Bas est construit comme demeure féodale dans la seconde moitié du XIIe siècle et marque le début de l'extension du bourg hors du noyau castral, avec une enceinte en remparts qui est construite jusqu'au XIVe siècle. Mais l'augmentation de la population fait déborder l'habitat hors les murs par des quartiers ou  Barry: au Nord, le "Barry de la Gabaudarié" avec un passage au hameau par la "porte de la Barterie", au Sud-Est le "Barry Vielh" et "Le faubourg de la "Lauze".
Les revenus des mines d'argent puis de charbon apportent une part des richesses aux barons, seigneurs du lieu ainsi qu'aux coseigneurs. Des partages sur ces revenus sont décidés avec l'abbé de Villemagne et le seigneur de Faugères.
Les mines sont exploitées par des sociétés privées lesquelles bénéficient de concessions perpétuelles.
Le territoire de la baronnie s'étendait sur les vallées de la Mare de Villemagne à Saint-Gervais et de l'Orb, incluant le château de Dio. Les deux rives de l'Orb étaient contrôlées et le passage assuré par le pont de Mirande. Un fortin ou tour de surveillance (Le Castel de l'inglès) fut bâti au-dessus du Bousquet de la Balme.
En 1247 parmi d'autres seigneurs, un Déodat de Boussagues est témoin à l'acte de soumission du vicomte Trencavel au roi de France auquel il cède les vicomtés de Béziers et Carcassonne. En 1270 puis 1338, le baron de Boussagues rend hommage au roi de France.
Début XIVe siècle, signe du développement rapide du bourg par l'apparition du charbon de pierre, une deuxième église est construite hors les murs, l'église de la Trinité, sur le "cami de Narbonne au sud en direction de Clairac et du Causse. Il lui est adjoint le cimetière, encore en usage.
1348 le baron Pierre de Boussagues meurt sans enfant et sa succession est négociée entre deux petites-nièces en 1368. Une partie du fief passe dans la famille Thésan du Poujol. À cette époque du milieu du XIVe siècle, Boussagues connaît son apogée avec une population de 245 feux, soit entre 1300 et 1500 personnes. Les épidémies, les routiers, les problèmes de gouvernance - succession longue et difficile, ainsi qu'une inversion climatique bloquent le développement et le déclin de Boussagues s'amorce durablement.
À la nef de l'église originelle du XIIe siècle (bordant in fine le dernier niveau de fortifications) fin XVIe siècle est ajouté un clocher, et l'abside avec son chevet surélevé par une chambre d'observation ou de tir. La nef forme alors un angle de 10° avec l'axe du chœur.
La période des guerres de Religion est muette. Le statut d'archiprétré (1 des 3 du diocèse de Béziers) pour la haute vallée de l'Orb et les facilités de défense du bourg semblent avoir protégé Boussagues d'épisodes s'étant déroulés dans la vallée (Bédarieux, Lunas)
Au milieu du XVIe siècle, la famille Dalichoux de Sénégra acquiert auprès du chapitre de Saint-Nazaire de Béziers une partie du fief de Boussagues et devient coseigneuresse de Boussagues. Elle acquiert la "maison du Bailli", l'aile et l'élévation de la tour Est du château bas. Au XVIIe siècle, les barons de Boussagues, vicomte Thésan du Poujol reprennent le contrôle de la Baronnie pour rester seuls au milieu du XVIIe siècle.
En 1761, la communauté de Boussagues comprenait Clairac, le Mas-Blanc, le Bousquet Barbal, Saint-Xist, Véreilhes, Sénégra, Alzou, Frangouille, Camplong, Graissessac, Riols, Laroque, Lomastan, Prouvères, l'Airole, Saint-Étienne-Estréchoux, Vérenoux, Marsans d'Alzon.
En 1790, les paroisses de Saint-Martin de Clémensan et de Saint-Laurent de Feyrerolles sont rattachées à Boussagues. Lors de la Révolution française, les citoyens de la commune se réunissent au sein de la société révolutionnaire, baptisée « société populaire » créée en prairial an II ; la commune de Graissessac, qui est rattachée à Boussagues au début de la Révolution, comptait elle aussi sa société révolutionnaire, créée en messidor an II, et comptait 76 membres.
En l'an II, Camplong, érigée en commune est détachée de Boussagues ; Saint-Étienne-de-Mursan, Saint-Étienne-Estréchoux, Saint-Martin de Clémensan et Graissessac lui sont rattachées.
Le développement de la vallée de l'Orb, puis les scissions dues à l'exploitation industrielle du charbon à partir de 1769 déplacèrent le centre de gravité de la commune. La difficulté des conseillers pour se rendre à Boussagues venait du fait que les voies de communications étaient en mauvais état voire inexistantes, ainsi que l'importante distance entre les hameaux.
Les hameaux du Mas Blanc, Boubals, Le Bousquet de la Balme essayèrent d'être érigés en commune. Le 14 janvier 1884, le chef-lieu de commune est transféré du hameau de Boussagues au hameau de La Tour. La commune prend le nom de La Tour-sur-Orb (B.L. 1884, XXVIII-182).
Après ce transfert, les tensions restèrent profondes et en 1903, le conseil municipal de La Tour, puis le Conseil Général de l'Hérault votèrent pour que Boussagues soit à nouveau érigé en commune avec le hameau de Clairac,. Mais l 'Administration n'éxécuta pas cette décision.

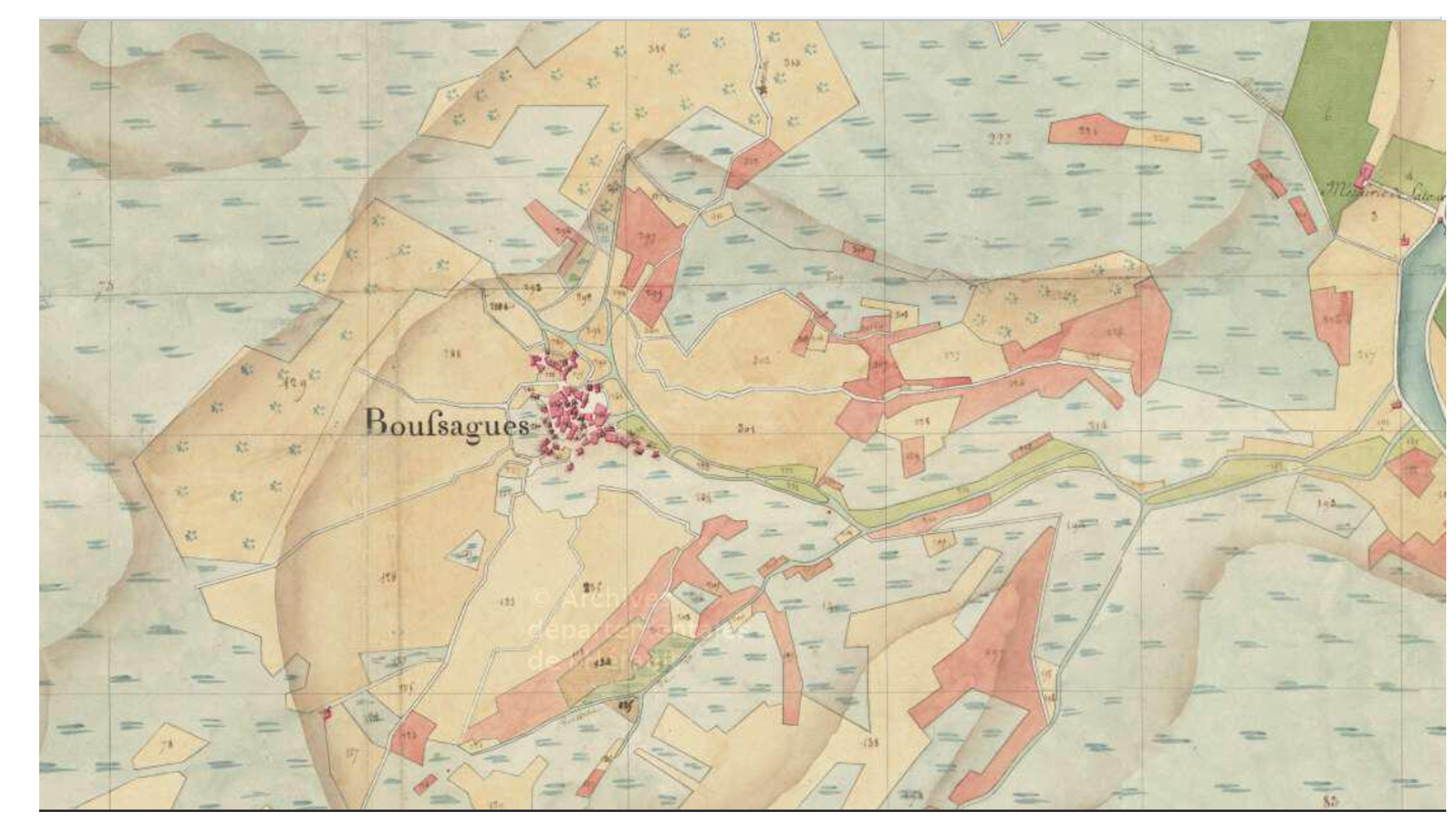
Plan par masse de culture en 1805.
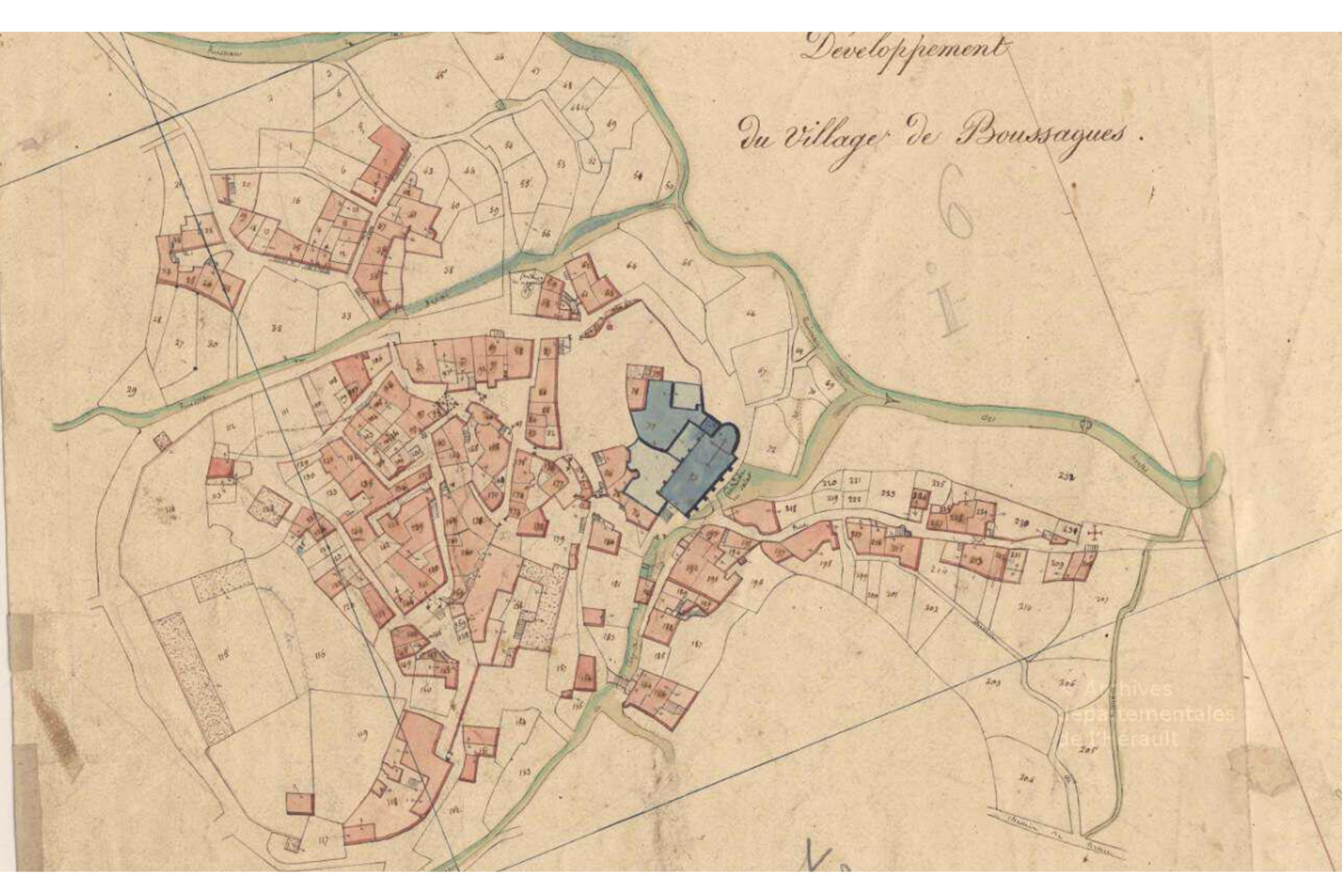
Plan cadastral de la section E1 du village dressé en 1826.

## Héraldique
Historiquement ce territoire portait ces armes :
| Armes de la communauté de Boussagues | Ces armes se blasonnent ainsi : De gueules, au pairle losangé d'argent et de gueules. |

## Architecture et géologie
Le sous-sol compte deux failles se croisant à 500 mètres au Nord. S'y rencontrent les grès du Permien, les schistes du Cambrien moyen, les houilles du Carbonifère, et les calcaires, marno-calcaires, dolomies du Jurassique. La faille Nord/Est-Sud/Ouest minéralisée, a fourni des gisements de plomb argentifère, zinc, cuivre et uranium.
Géologiquement, la couche calcaire autour du hameau forme un plissement concave selon un axe Est-Ouest (le hameau étant bâti sur cet axe), ce plissement amène les eaux d'infiltrations à converger et à sourdre sur plusieurs étages de bancs rocheux (fontaines actuelles, et multiples sources de "Fount del Naout"). Le hameau est entièrement bâti sur un socle rocheux de grès et calcaire, contenant des poches d'eau alimentant plusieurs puits intra-muros.
La majorité du bâti est fait en calcaire et grès provenant de plusieurs carrières. Le grès jaune utilisé durant le XVIe siècle (maison du bailli, aile du château bas) provient d'une carrière située sous le château bas, appelé "Catolle".
Le Castellas a été bâti par l'extraction des bancs de grès à son pied (aujourd'hui passage de la route), la caractéristique de cette pierre ne permettait pas de faire autre chose que du moellon.
Pour les éléments taillés et décorés un calcaire fin a été utilisé. Plusieurs carrières calcaires ont pu fournir les chantiers du hameau, une est identifiée au tènement "Fount del naout". Il n'est pas possible de savoir si le calcaire utilisé à l'église de la Trinité provient de cette carrière.
Une carrière a été identifiée à 500 mètres du Castellas, sur les pentes du mont Coudour à l'endroit d'une faille. Il peut s'agir d'une carrière de pierre à chaux.
Jusqu'au XIXe siècle, les toitures étaient couvertes de lauze, voire de "paille" (bruyère, chaume). Plusieurs carrières de lauzes furent exploitées, celle identifiée sous le "Cayrol" a fourni des lauzes de qualité moyenne. Certaines lauzes de meilleure qualité suggèrent qu'une autre carrière a été exploitée.
La complexité géologique de la région offre des bancs de schistes très limités du fait des diaclases, failles, et plissements, sans compter leur accessibilité limitée.
Il est probable au vu des bancs offerts dans la vallée de la Mare, par leurs pendages, leurs sens et leurs qualités, que des exploitations aient vu le jour, expliquant ainsi la diversité de lauzes retrouvées dans le hameau et ses environs.

## Lieux et monuments
Le hameau et ses abords ont été inscrits en février 1953 :
- L'église Notre-Dame de la Pitié de Boussagues est inscrite aux monuments historiques depuis le 6 janvier 1988. Chœur et abside sont datés du XIIe ; le clocher et l'abside fortifiée ont été construits fin XVIe ; Au début du XVIe siècle, la nef fut élargie avec des arches à doubleaux indépendantes de la toiture. Le fronton fut remanié vers 1835/1840 avec le rétrécissement du porche. et l'inclusion de plaque tumulaire (cf ci-dessous).
- La plaque funéraire de Servens, en marbre, datée du XIIIe siècle, prise dans la maçonnerie du fronton de l'église de Boussagues est classée depuis le 30 septembre 1911[13] ;
- La plaque funéraire de Géraud Ajanesius, en marbre, datée du XIIIe siècle, située dans l'église de Boussagues est classée depuis le 30 septembre 1911[14] ;
- L'église de la Trinité du début du XIVe siècle qui est un bel exemple d'église de style gothique méridional situé sur l'ancien « cami de Narbonne ».
- La maison du bailli, ancienne demeure seigneuriale de la famille Dalichoux de Sénégra datée du XVIe siècle, dite manoir de "Toulouse-Lautrec" car lui ayant appartenu en propre. Elle abrita dans la seconde moitié du XIXe siècle des religieuses chargées d'enseigner aux jeunes filles du pays. L'édifice a été restauré à partir des années 1960. Le toit a gardé sa couverture de lauze du pays. Elle a été inscrite aux monuments historiques en 2018. Quatre périodes de construction du XIVe au XVIIe lui donnent son aspect actuel avec la tour desservant les étages.
- Le Castellas, ancien donjon roman du XIIe siècle. Il fut le siège des premiers seigneurs de Boussagues qui lui référèrent comme résidence rapidement le Château Bas, dressé dans la seconde moitié du XIIe. Les fortifications ont été développées à partir de ses enceintes en direction de l'est et en descendant vers l'église Notre-Dame de la Piété.
- La tour dite de Patau dans la seconde enceinte du Castellas remonte au XIVe[3].
- Le château bas s'étendant du XIIe au XVIe siècle en contrebas duquel se trouve le "faubourg de la Lauze", et l'emplacement de l'hôpital. Ce bâtiment abrita les seigneurs et coseigneurs de Boussagues qui construisirent et modifièrent des extensions pendant les 3 siècles suivants du dessus de la falaise et en direction du bourg.
- Des restes de façades (claire-voie, boutique, fenêtres) garnissent plusieurs maisons anciennes du XIIIe au XVIe siècle comportant des fenêtres à meneaux ("maison du notaire", "maison du bailli" entre autres) ; plusieurs passages voûtés serpentent les ruelles.
- Les anciennes portes du hameau, quatre subsistantes ("porte Notre-Dame", "porte de la Barterie", poterne ou "Pourtalés", "porte de Villemagne")[3];
- Un site néolithique (non reconnu) est situé près de la Crousette.
- Les fontaines : une fontaine couverte gothique dite "fontaine de Nogaret"[3], la "fontaine de l'église" présentant plusieurs abreuvoirs taillés dans le rocher, la "fontaine du Valat"[3], qui a servi de lavoir aux habitants jusqu'aux années 1970, la "fontaine du Bézal". Celle-ci conserve une rigole d'irrigation appelée « besal » en languedocien.
- Une ancienne carrière de l'époque Renaissance appelé « catole » en bordure de la « calade ou cami ferrat de a montagna al bas pais » constituait le chemin de contournement sud, via l'église, vers Clairac et de Bédarieux.

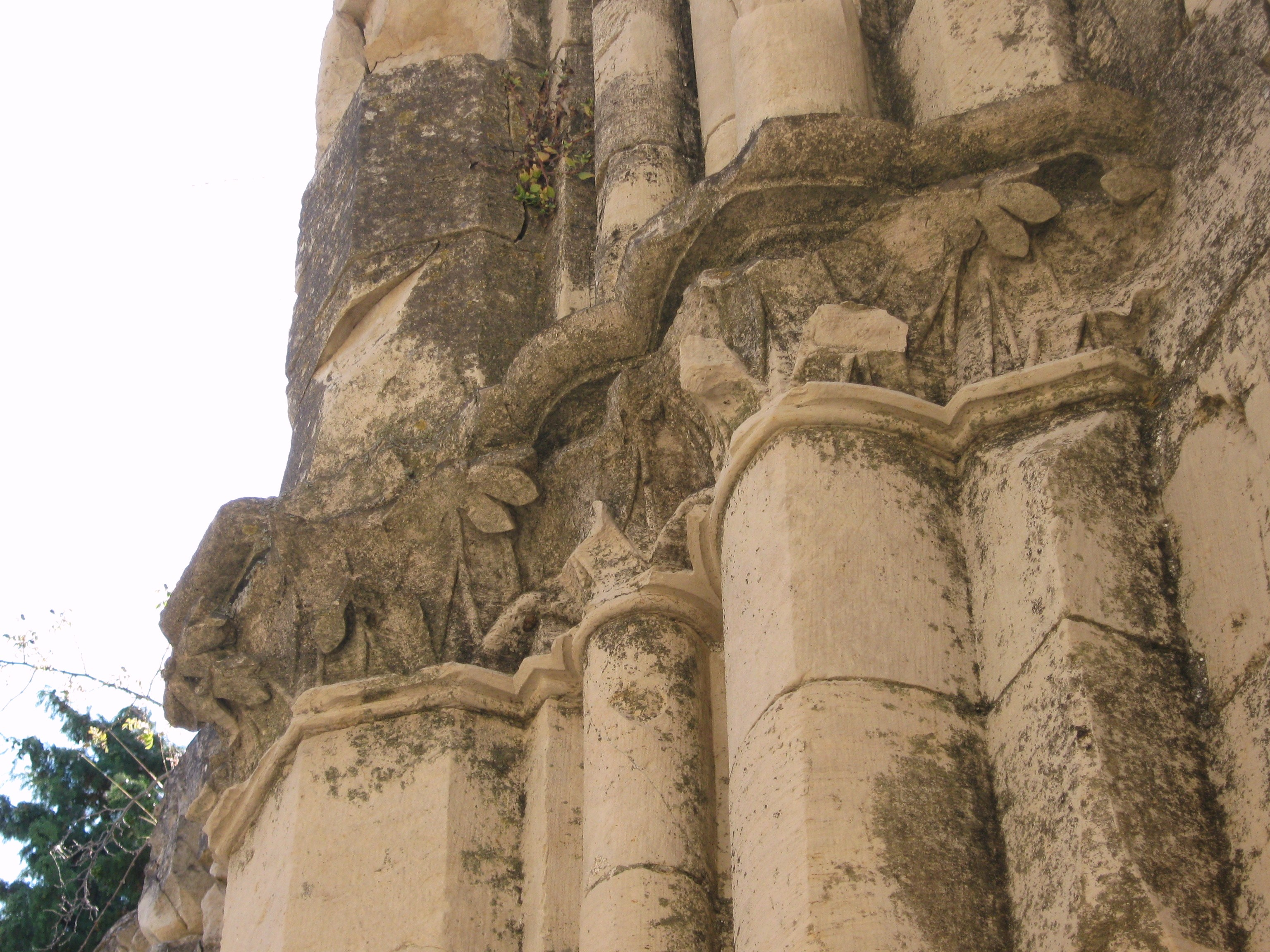
Chapiteau de l'église de la Trinité
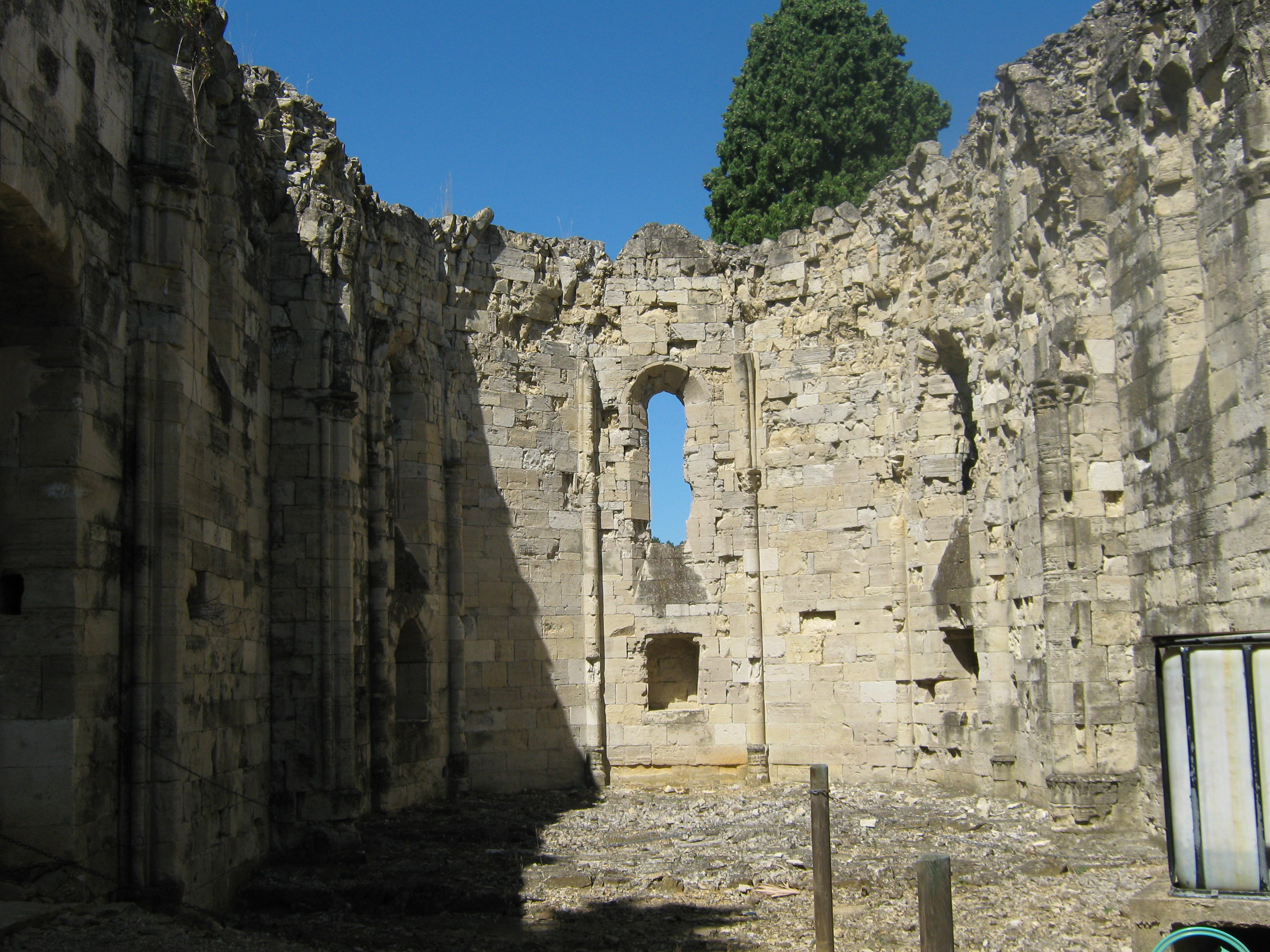
Vue de la nef vers le chevet
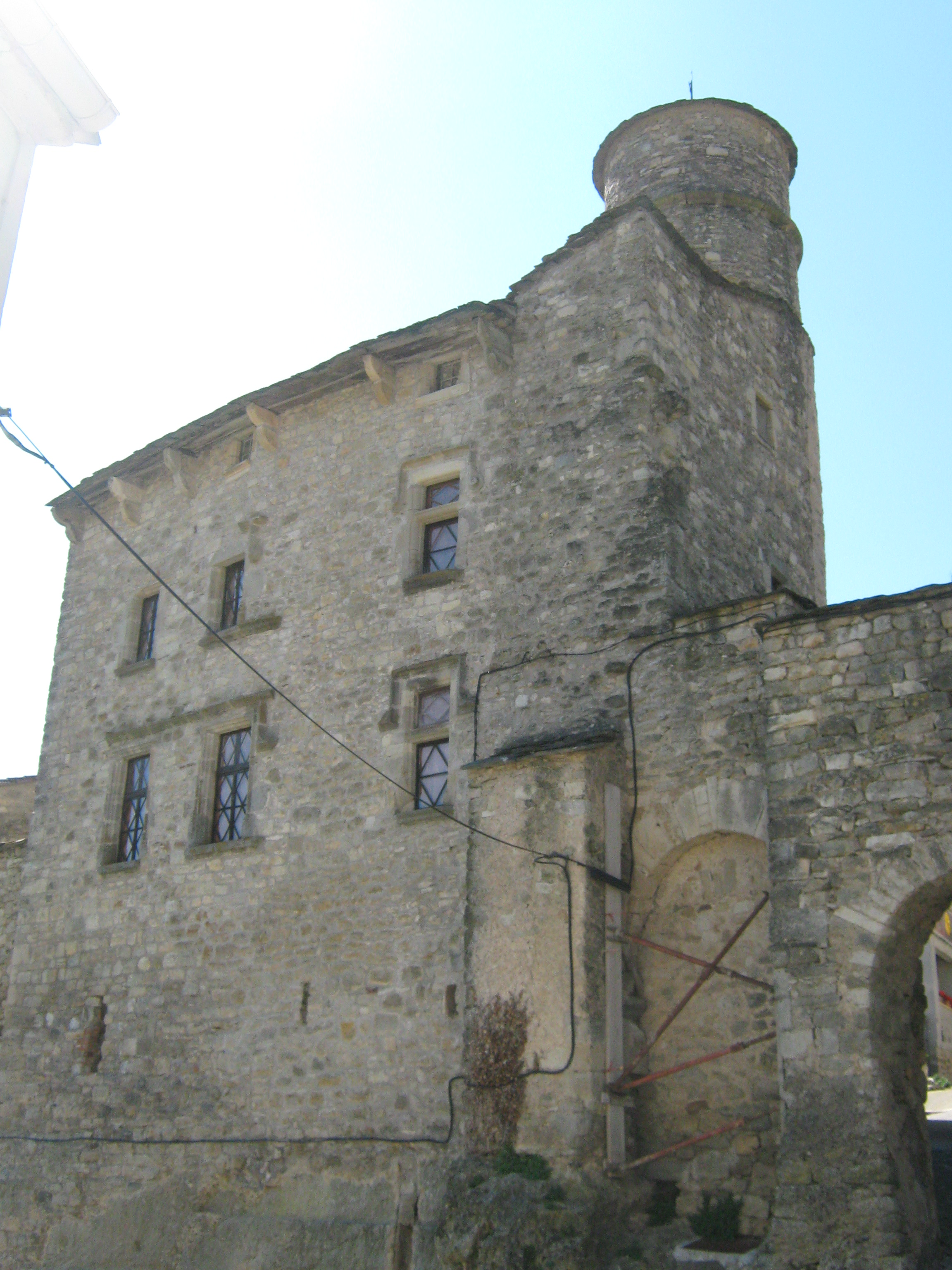
Maison du bailly
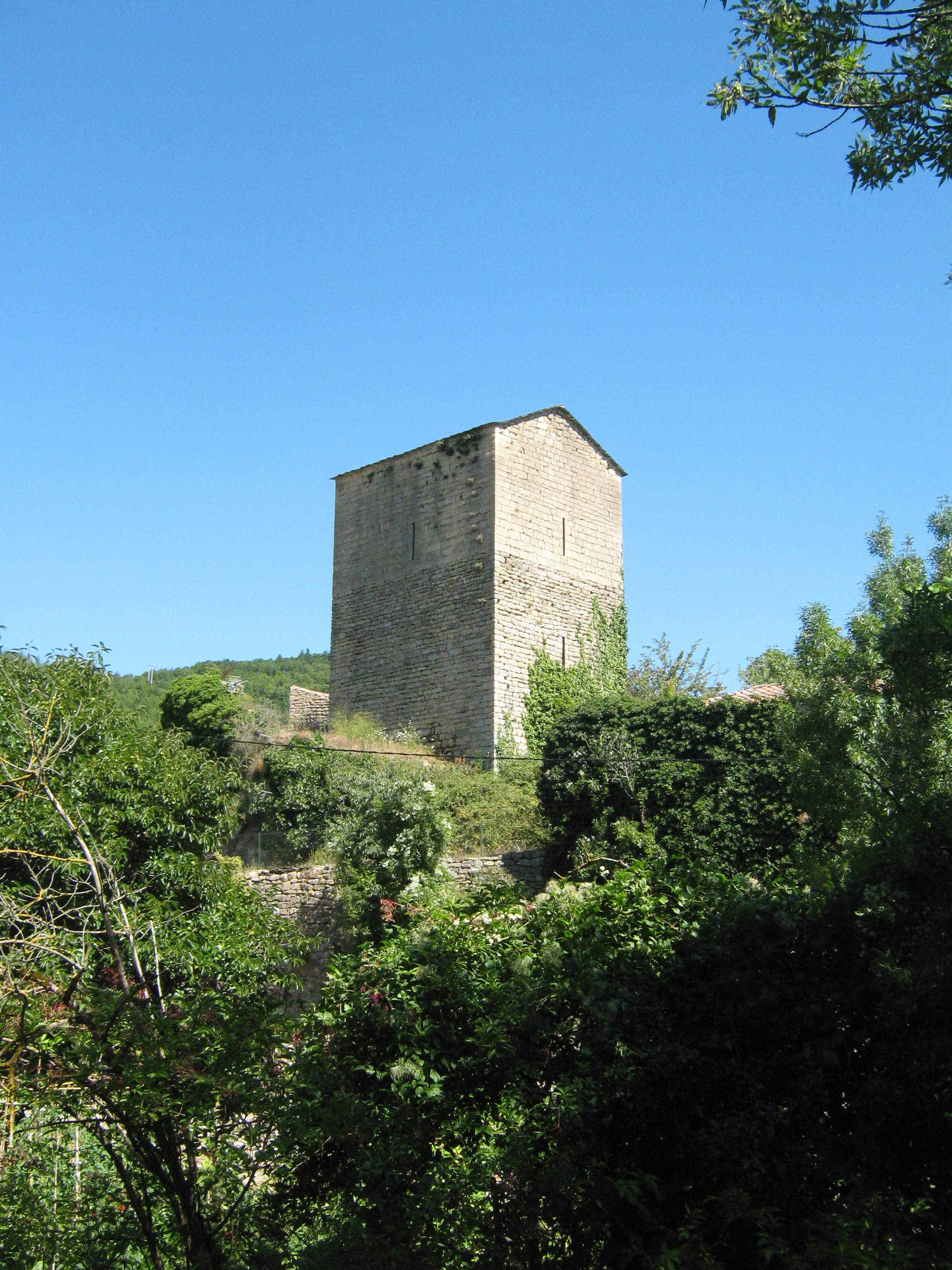
Vue de la tour de Patau
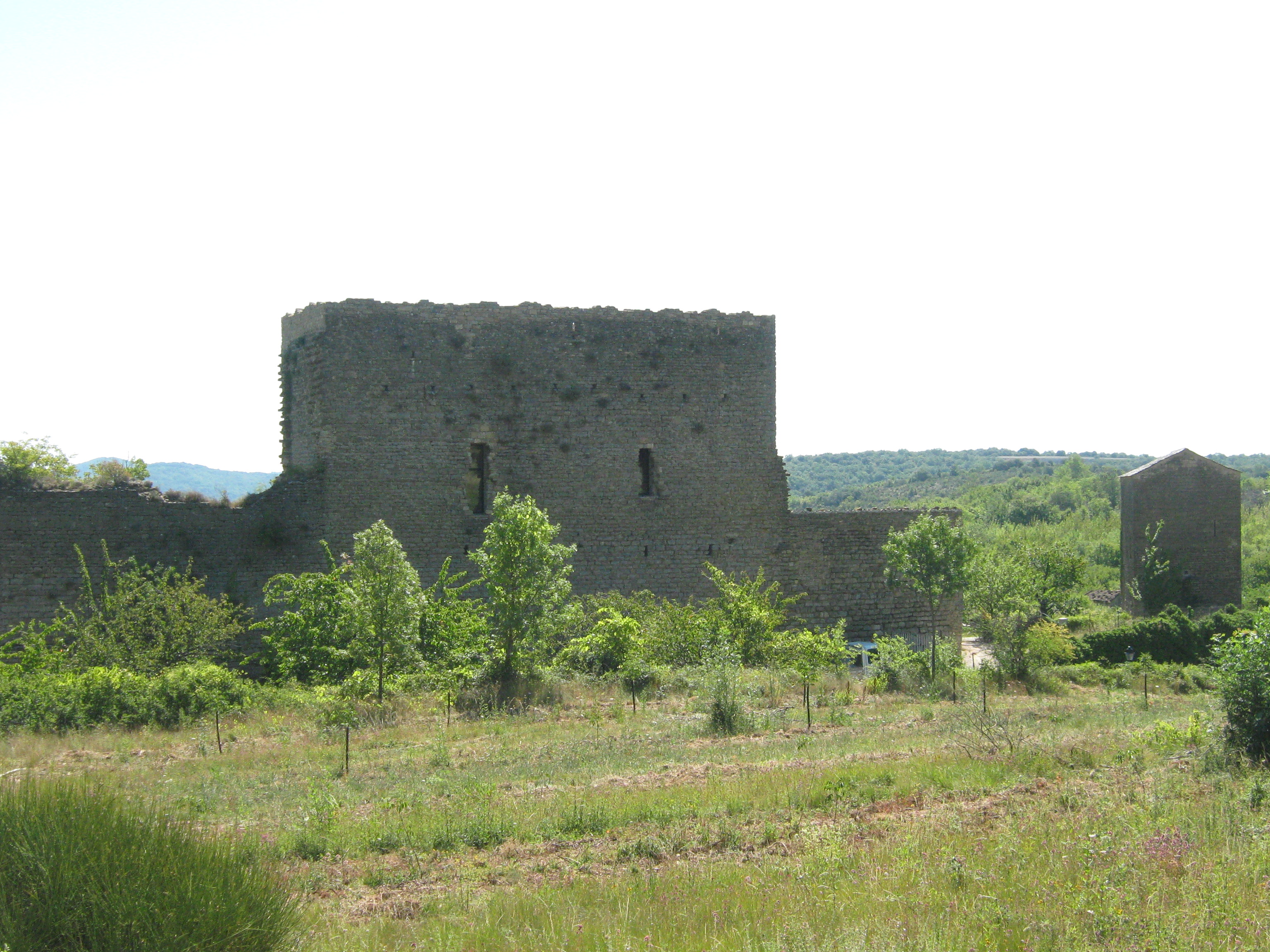
Castellas
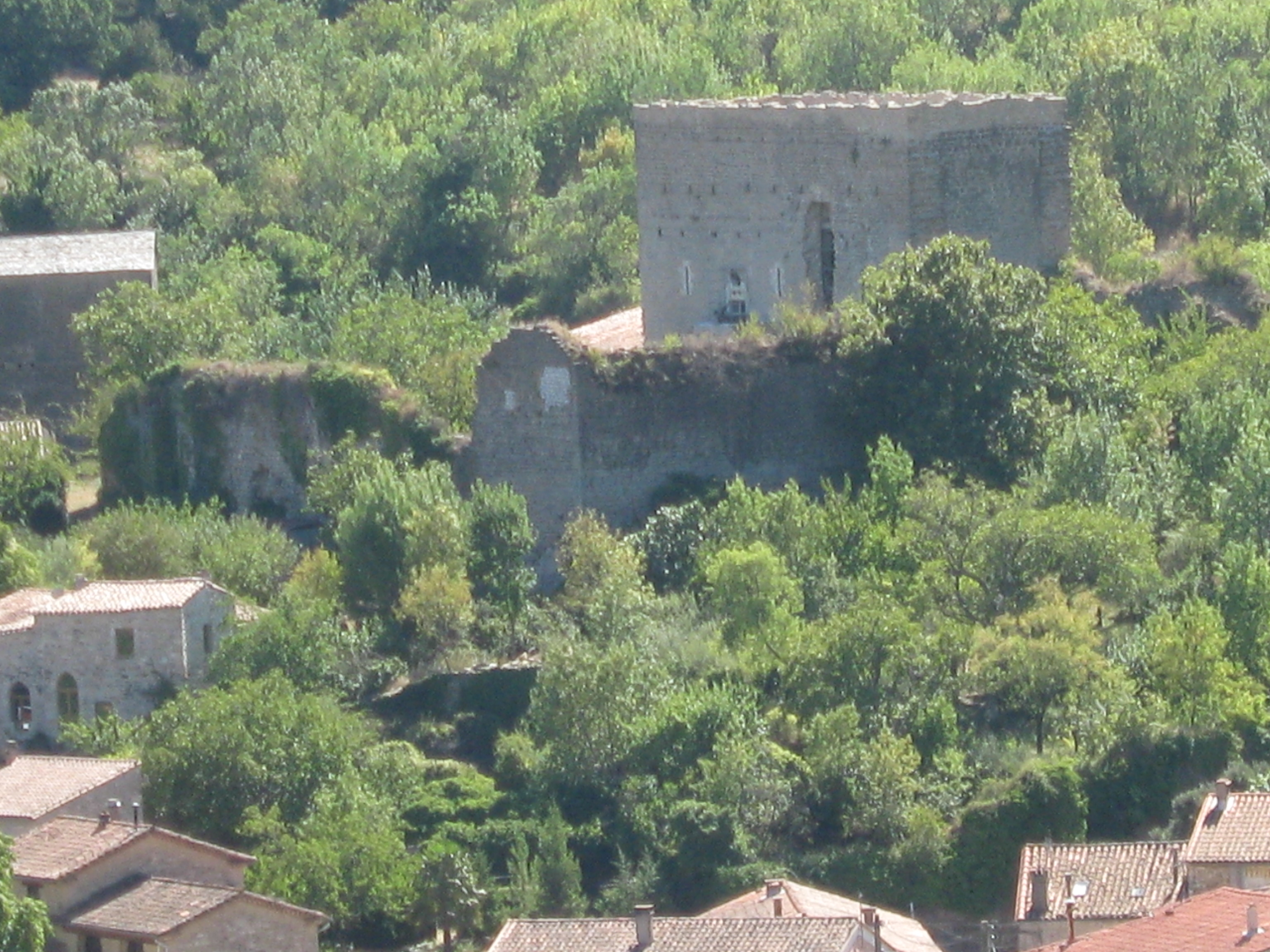
Le castellas, donjon roman
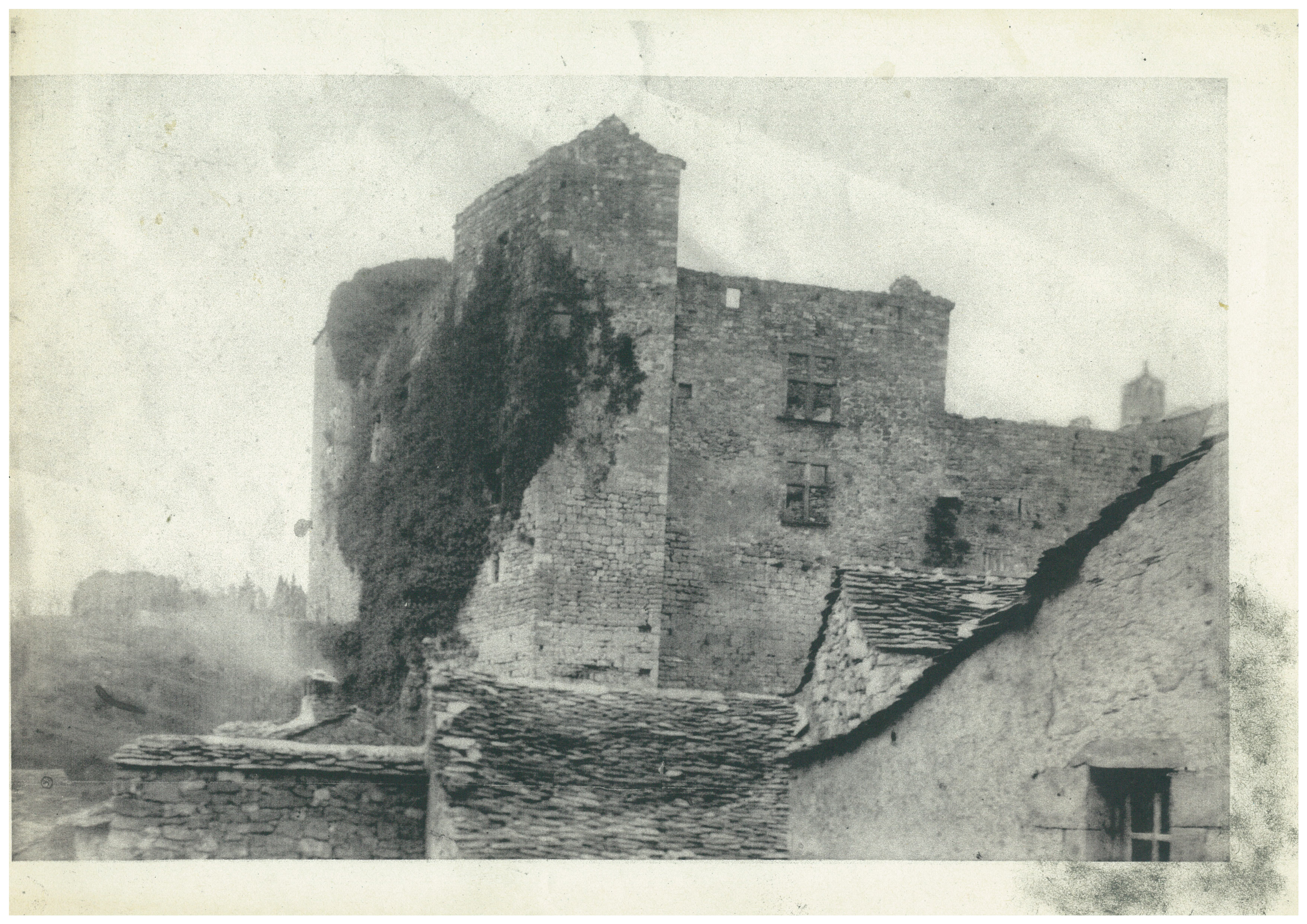
Château bas au début du XXe siècle. Les toitures environnantes sont couvertes de lauzes.
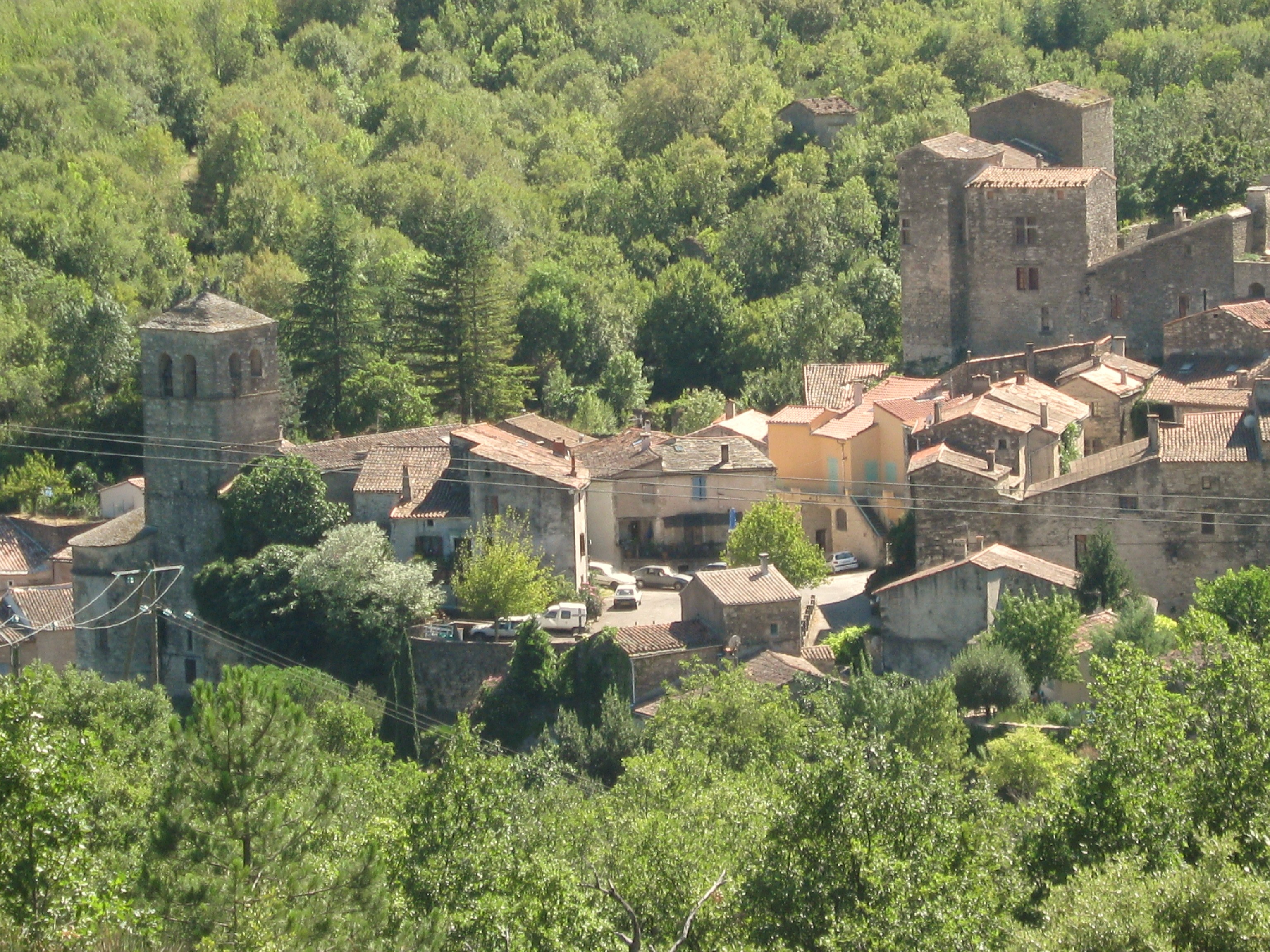
Place du village
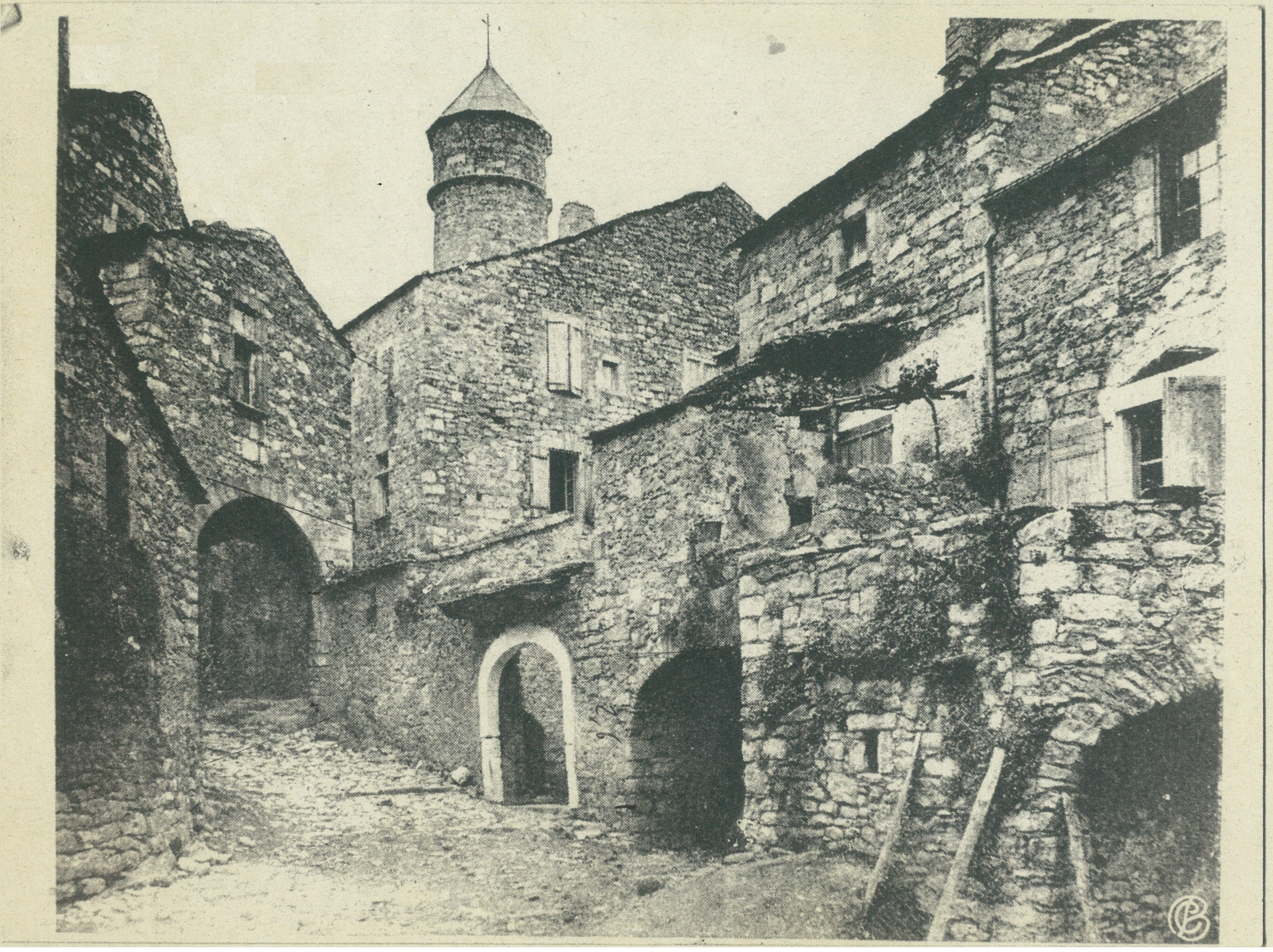
Ancien quartier en 1903 avant l'incendie
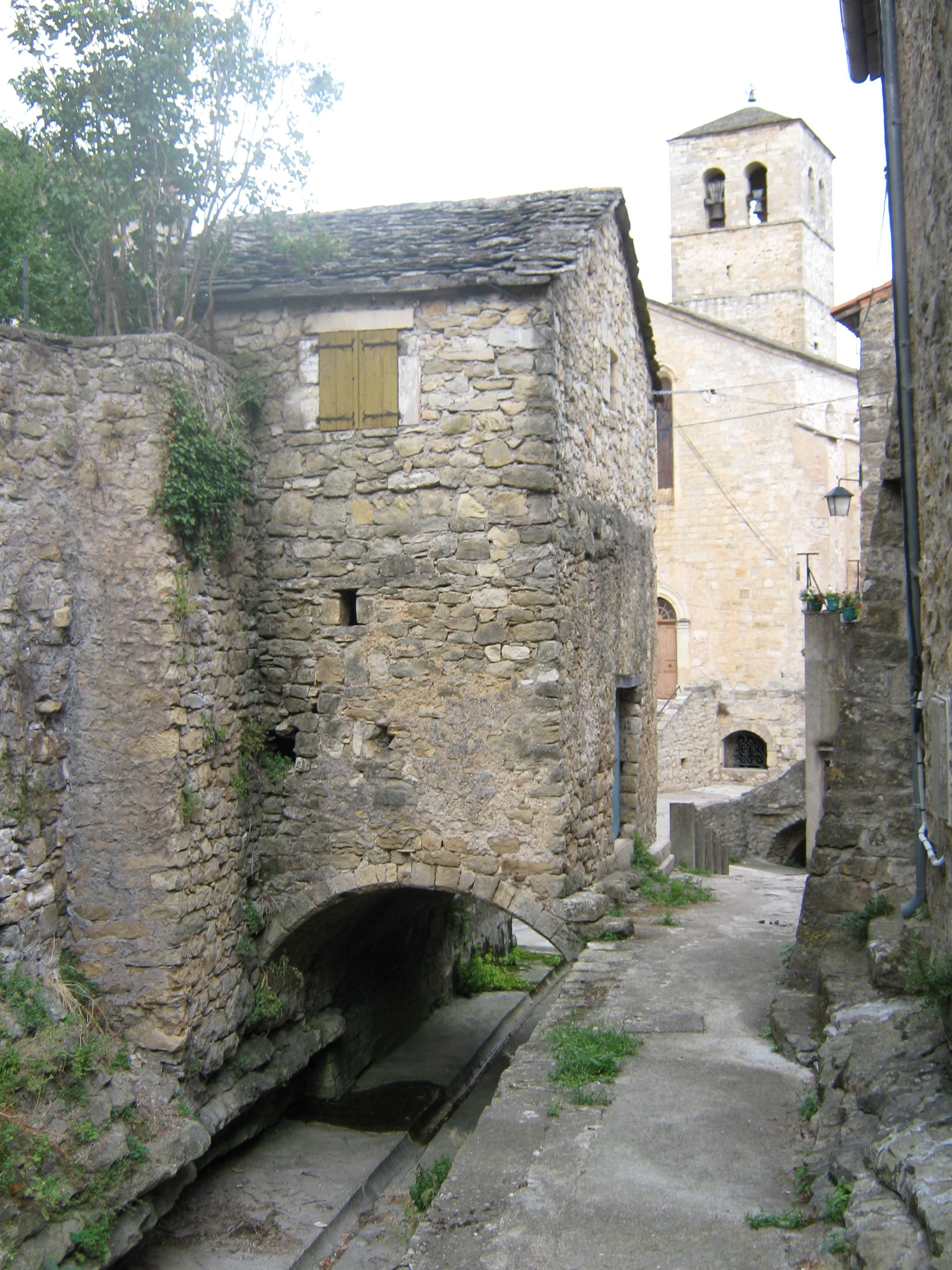
Bâtisse en lauze
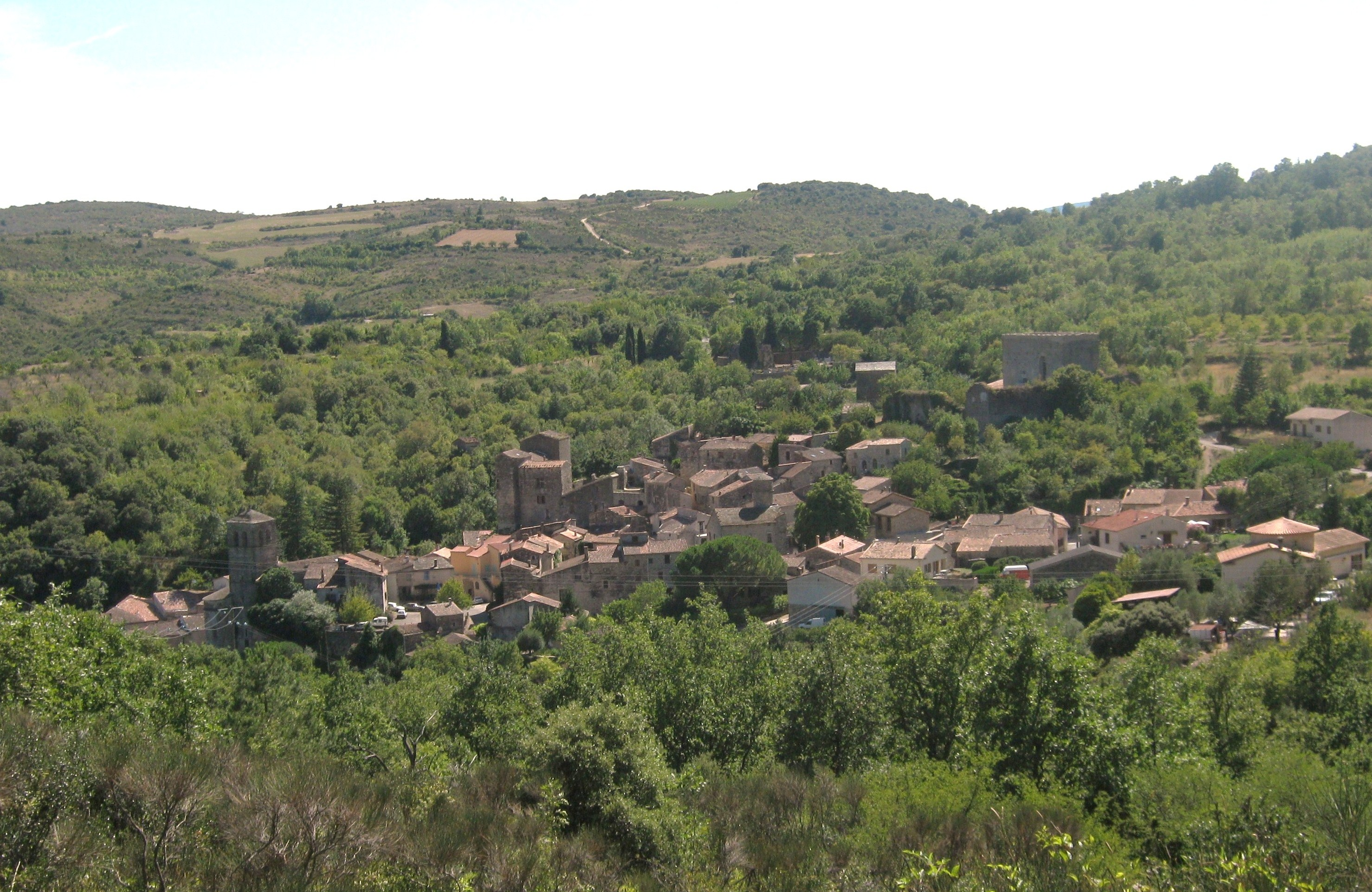
Vue générale
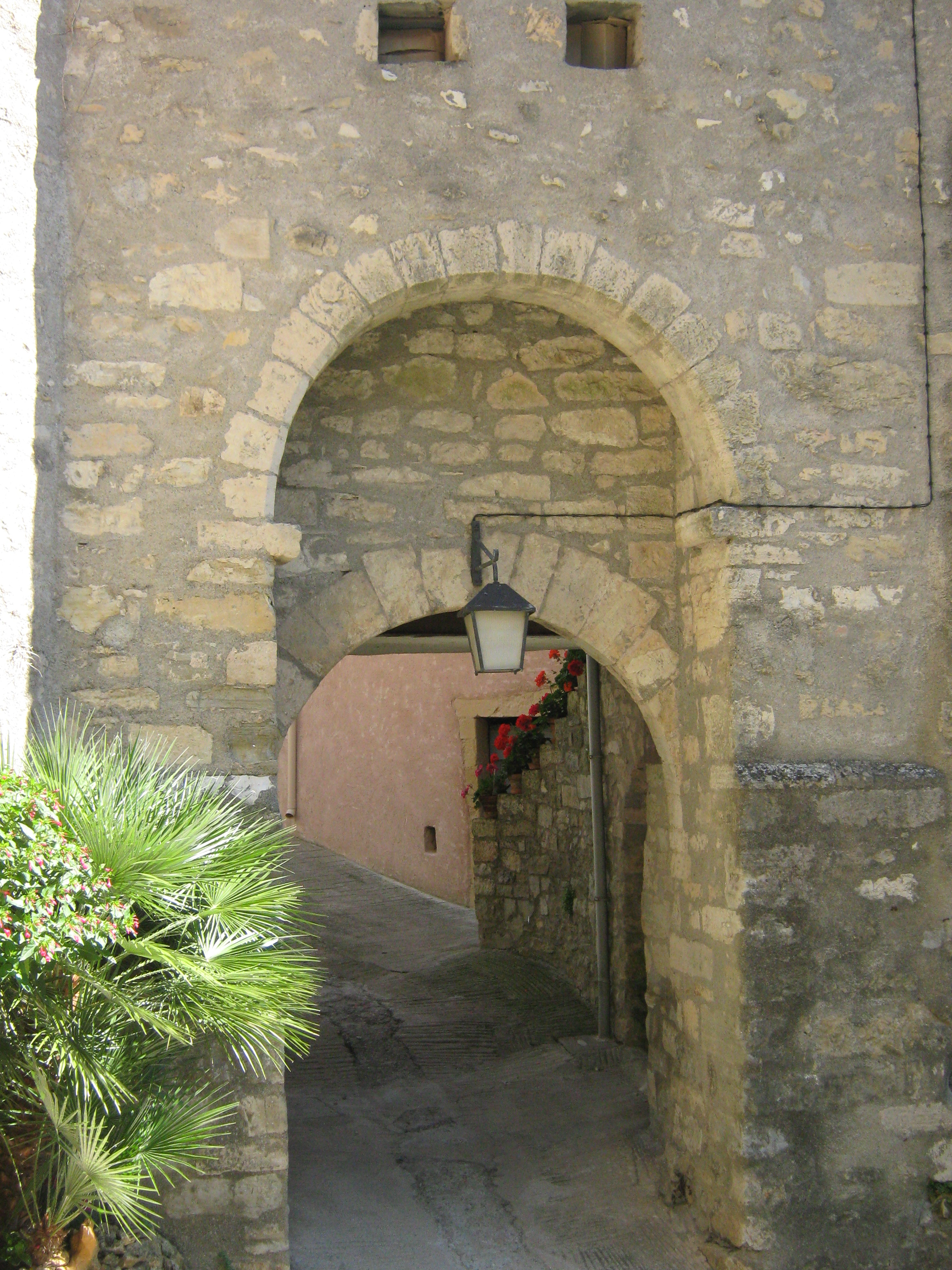
Porte Notre-Dame

## Histoires locales
- Apparition du fantôme de Toulouse Lautrec
- Guerre de l'eau